# Сизенко, Юрий Павлович
Сизенко Юрий Павлович — член Коммунистической партии Украины (с 1980 г.); заместитель Министра Украины по делам семьи, молодежи и спорта; член президиума ЦК КПУ (с 1995 г.); 1-й секретарь Киевского ГК КПУ (с 2003 г.).

## Семья
Родился 19 января 1956 г. в г. Запорожье. Украинец. Отец умер в 1995 г.; мать Валентина Тихоновна (1926 г.р.) — пенсионерка.; жена Наталья Александровна (1957 г.р.) — домохозяйка; сыновья Валентин (1979 г.р.), Александр (1980 г.р.), сын Павел (1986 г.р.); дочь Юля (1987 г.р.).
Получил образование в Национальной юридической академии Украины им. Ярослава Мудрого (1999 г.).

## Политическая деятельность
В марте 2006 г. был избран кандидатом в народные депутаты Украины от КПУ, № 32 в списке. На время выборов: временно не работает, чл. КПУ.
В апреле 2002 года. — кандидат в народные депутаты Украины от КПУ, № 64 в списке. На время выборов: народный депутат Украины, член КПУ.
Народный депутат Украины 3-го созыва (март 1998 — апрель 2002 г.) от КПУ, № 13 в списке. На время выборов: народный депутат Украины, член КПУ. Председатель подкомитета по вопросам физической культуры и спорта Комитета по вопросам молодежной политики, физической культуры и спорта (с июля 1998 г.); член фракции КПУ (с мая 1998 г.).
Народный депутат Украины 2-го созыва с апреля 1994 г. (2-й тур) до апреля 1998 г., Октябрьский избирательный округ № 177, Запорожская обл., выдвинут КПУ. Секретарь Комитета по вопросам молодежи, спорта и туризма. Член депутатской фракции коммунистов. На время выборов: Запорожский электровозоремонтный завод, слесарь-электрик, член КПУ. 1-й тур: з’яв. 57,0 %, за 19,47 %. 2-й тур: явка 52,9 %, за 54,84 %. 17 соперников (основной — Кудлай Т. П., р. 1949; Запорожский государственный университет, декан факультета; 1-й тур — 13,40 %, 2-й тур — 35,03 %).
Август 1973 — апрель 1974 гг. — слесарь РМЦ, завод «Запорожсталь». 1974—1976 — служба в армии. Июль 1976 — апрель 1994 гг. — электрослесарь электроаппаратного цеха, с 1989 г. — председатель профкома, Запорожский электровозоремонтный завод. С февраля 2007 г. — заместитель Министра по связям с ВР Украины и другими органами государственной власти, Министерство Украины по делам семьи, молодежи и спорта. С 1986 г. — член обкома КПУ, с 1989 г. — член ЦК КПУ.
«Почетный железнодорожник» (1989). Орден Трудовой Славы III ст.